# Torri Huske
Victoria Huske (conocida como Torri Huske; Arlington, 7 de diciembre de 2002) es una deportista estadounidense que compite en natación.
Participó en dos Juegos Olímpicos de Verano, obteniendo seis medallas, una de plata en Tokio 2020 (4 × 100 m estilos) y cinco en París 2024, oro en 100 m mariposa, 4 × 100 m estilos y 4 × 100 m estilos mixto y plata en 100 m libre y 4 × 100 m libre.
Ganó doce medallas en el Campeonato Mundial de Natación entre los años 2022 y 2025, y ocho medallas en el Campeonato Mundial de Natación en Piscina Corta, en los años 2021 y 2022.
En agosto de 2025 estableció una nueva plusmarca mundial del relevo 4 × 100 m estilos (3:49,34) y del relevo 4 × 100 m libre mixto (3:18,48).

## Palmarés internacional
| Juegos Olímpicos                    | Juegos Olímpicos      | Juegos Olímpicos  | Juegos Olímpicos        |
| Año                                 | Lugar                 | Medalla           | Prueba                  |
| ----------------------------------- | --------------------- | ----------------- | ----------------------- |
| 2020                                | Tokio (Japón)         | Medalla de plata  | 4 × 100 m estilos       |
| 2024                                | París (Francia)       | Medalla de oro    | 100 m mariposa          |
| 2024                                | París (Francia)       | Medalla de oro    | 4 × 100 m estilos       |
| 2024                                | París (Francia)       | Medalla de oro    | 4 × 100 m estilos mixto |
| 2024                                | París (Francia)       | Medalla de plata  | 100 m libre             |
| 2024                                | París (Francia)       | Medalla de plata  | 4 × 100 m libre         |
| Campeonato Mundial                  |                       |                   |                         |
| Año                                 | Lugar                 | Medalla           | Prueba                  |
| 2022                                | Budapest (Hungría)    | Medalla de oro    | 100 m mariposa          |
| 2022                                | Budapest (Hungría)    | Medalla de oro    | 4 × 100 m estilos       |
| 2022                                | Budapest (Hungría)    | Medalla de oro    | 4 × 100 m estilos mixto |
| 2022                                | Budapest (Hungría)    | Medalla de bronce | 100 m libre             |
| 2022                                | Budapest (Hungría)    | Medalla de bronce | 4 × 100 m libre         |
| 2022                                | Budapest (Hungría)    | Medalla de bronce | 4 × 100 m libre mixto   |
| 2023                                | Fukuoka (Japón)       | Medalla de bronce | 100 m mariposa          |
| 2023                                | Fukuoka (Japón)       | Medalla de bronce | 4 × 100 m estilos mixto |
| 2025                                | Singapur (Singapur)   | Medalla de oro    | 4 × 100 m estilos       |
| 2025                                | Singapur (Singapur)   | Medalla de oro    | 4 × 100 m libre mixto   |
| 2025                                | Singapur (Singapur)   | Medalla de plata  | 4 × 100 m libre         |
| 2025                                | Singapur (Singapur)   | Medalla de bronce | 100 m libre             |
| Campeonato Mundial en Piscina Corta |                       |                   |                         |
| Año                                 | Lugar                 | Medalla           | Prueba                  |
| 2021                                | Abu Dabi (EAU)        | Medalla de plata  | 4 × 200 m libre         |
| 2022                                | Melbourne (Australia) | Medalla de oro    | 50 m mariposa           |
| 2022                                | Melbourne (Australia) | Medalla de oro    | 4 × 50 m libre          |
| 2022                                | Melbourne (Australia) | Medalla de oro    | 4 × 100 m estilos       |
| 2022                                | Melbourne (Australia) | Medalla de oro    | 4 × 50 m estilos mixto  |
| 2022                                | Melbourne (Australia) | Medalla de plata  | 100 m mariposa          |
| 2022                                | Melbourne (Australia) | Medalla de plata  | 4 × 100 m libre         |
| 2022                                | Melbourne (Australia) | Medalla de plata  | 4 × 50 m estilos        |